# San José de los Remates
San José de los Remates est une municipalité nicaraguayenne du département de Boaco au Nicaragua.